# Colotis evanthe
Colotis evanthe är en fjärilsart som först beskrevs av Jean Baptiste Boisduval 1836.  Colotis evanthe ingår i släktet Colotis och familjen vitfjärilar.
Artens utbredningsområde är Madagaskar. Inga underarter finns listade i Catalogue of Life.